# ブルーノ・ガマ
ブルーノ・ガマ（Bruno Alexandre Vilela Gama, 1987年11月15日 - ）は、ポルトガル共和国ブラガ県ヴィラ・ヴェルデ出身のサッカー選手。 アリス・テッサロニキFC所属。ポジションはミッドフィールダー。

## 経歴
SCブラガの下部組織出身。2004年、16歳でUDレイリア戦に出場した。同年、75万ユーロの移籍金でFCポルトに移籍した。1年目は主にBチームでプレーし、2年目からはレンタル移籍に出された。レンタル先のブラガではUEFAカップのFCスロヴァン・リベレツ戦で得点した。2007年からはヴィトーリアFCへレンタル移籍した。
2009年7月、リオ・アヴェFCに2年契約で完全移籍した。
2011年7月27日、スペインのデポルティーボ・ラ・コルーニャに移籍した。
2013年8月20日、ウクライナのFCドニプロに3年契約で移籍した。
デポルティーボへの復帰を経てFAとなり、2018年2月17日、ADアルコルコンと短期契約を結んだ。
2018年8月10日にはギリシャ・スーパーリーグのアリス・テッサロニキFCに2年契約で移籍した。

## 代表歴
2003年、ポルトガルとスペインの共催で行われたUEFA U-17欧州選手権に出場し、決勝でスペインに勝利して優勝した。2年連続で出場した2004年にはキャプテンマークを巻きプレーし3位決定戦で勝利した。
2006年のUEFA U-19欧州選手権ではグループリーグで3位敗退するもU-20ワールドカップの出場権を得た。2007年、カナダで開催されたFIFA U-20ワールドカップに出場し、ポルトガル唯一の勝利となったニュージーランド戦で、フリーキックとPKによる2得点を挙げた。

## 所属クラブ
- 2004  SCブラガ
- 2004-2005  FCポルトB（ポルトガル語版）
- 2005-2009  FCポルト

2006-2007 → SCブラガ (loan)
2007-2009 → ヴィトーリアFC (loan)
- 2009-2011  リオ・アヴェFC
- 2011-2013  デポルティーボ・ラ・コルーニャ
- 2013-2016  FCドニプロ
- 2016-2018  デポルティーボ・ラ・コルーニャ
- 2018  ADアルコルコン
- 2018-  アリス・テッサロニキFC

## 人物
- ブルーノと同様にリオ・アヴェFCなどで活躍した元サッカー選手で、現サッカー指導者のアウグスト・ガマは17歳年上の実兄である[5]。

## タイトル

### クラブ
ヴィトーリアFC
- タッサ・ダ・リーガ : 2007-08

デポルティーボ・ラ・コルーニャ
- セグンダ・ディビシオン : 2011-12

### 代表
U-17ポルトガル代表
- UEFA U-17欧州選手権 : 2003